# Holger Kirschke
Holger Kirschke (* 15. November 1947; † 4. Juli 2019 in Wetzlar) war ein deutscher Schwimmer und Olympiateilnehmer. Er startete für den TV Wetzlar. Kirschke war 1,77 m groß und wog in seiner aktiven Zeit 82 kg.
Er leitete den Schwimmclub 74 Wetzlar.

## Erfolge
Kirschke gewann vier Deutsche Meisterschaften:
- 1965 über 400 m Freistil, 1500 m Freistil und 400 m Lagen
- 1966 über 400 m Freistil

Bei den Olympischen Spielen 1964 in Tokio ging er über 1500 m Freistil an den Start, scheiterte mit 18:01,6 Min. aber schon im Vorlauf.